# The New Paper
The New Paper – singapurski dziennik. Został założony w 1988 roku, a od 2018 r. ukazuje się jako bezpłatna gazeta. Należy do gazet typu tabloid.